# GGT1
Gama-glutamiltransferaze 1, (GGT1) koja je takođe poznata kao CD224 (Klaster Diferencijacije 224 ), je ljudski gen.
Ljudska gama-glutamiltransferaza katališe transfer glutaminskog dela glutationa na niz aminokiselina i dipeptida. Ovaj heterodupleksni enzim se sastoji od teškog i lakog lanca, koji su izvedeni iz zajedničkog proteinskog prekurzora. On je prisutan u tkivima koja učestvuju u apsorpciji i sekreciji. Ovaj enzim je član proteinske familije gama-glutamiltransferaza, u kojoj mnogi članovi nisu još bili potpuno karakterisani. Ovaj gen kodira nekoliko transkriptnih varijanti. Studije nagoveštavaju da su mnogi transkripti gena ove familije nisu funkcionalni ili da predstavljaju pseudogene. Funkcionalni transkripti koji su bili potpuno karakterizovani su groupisani i klasifikovani kao tip I gama-glutamiltransferaze. Do splajsovanja kompleksa može doći u tkivo-specifičnom maniru, što rezultuje u primetnom odsustvu 5' UTR sličnosti. Nekoliko 5' UTR transkriptnih varijanti tip-I gena je bilo identifikovano u različitim tkivima i ćelijama raka.

## Literatura
- Chikhi N, Holic N, Guellaen G, Laperche Y (1999). „Gamma-glutamyl transpeptidase gene organization and expression: a comparative analysis in rat, mouse, pig and human species.”. Comp. Biochem. Physiol. B, Biochem. Mol. Biol. 122 (4): 367—80. PMID 10392451. doi:10.1016/S0305-0491(99)00013-9.
- Indirani N, Hill PG (1977). „Partial purification and some properties of gamma-glutamyl transpeptidase from human bile.”. Biochim. Biophys. Acta. 483 (1): 57—62. PMID 18198.
- Tate SS, Ross ME (1977). „Human kidney gamma-glutamyl transpeptidase. Catalytic properties, subunit structure, and localization of the gamma-glutamyl binding site on the light subunit.”. J. Biol. Chem. 252 (17): 6042—5. PMID 19463.
- Welbourne TC (1978). „Cytoplasmic gamma-glutamyltransferase: isolation, product formation and physiological role.”. Current problems in clinical biochemistry. 8: 201—15. PMID 28899.
- Courtay C; Oster T; Michelet F;  . (1992). „Gamma-glutamyltransferase: nucleotide sequence of the human pancreatic cDNA. Evidence for a ubiquitous gamma-glutamyltransferase polypeptide in human tissues.”. Biochem. Pharmacol. 43 (12): 2527—33. PMID 1378736. doi:10.1016/0006-2952(92)90140-E.
- Pawlak A; Cohen EH; Octave JN;  . (1990). „An alternatively processed mRNA specific for gamma-glutamyl transpeptidase in human tissues.”. J. Biol. Chem. 265 (6): 3256—62. PMID 1968061.
- Pitot HC; Goodspeed D; Dunn T;  . (1989). „Regulation of the expression of some genes for enzymes of glutathione metabolism in hepatotoxicity and hepatocarcinogenesis.”. Toxicol. Appl. Pharmacol. 97 (1): 23—34. PMID 2563599. doi:10.1016/0041-008X(89)90052-5.
- Goodspeed DC, Dunn TJ, Miller CD, Pitot HC (1989). „Human gamma-glutamyl transpeptidase cDNA: comparison of hepatoma and kidney mRNA in the human and rat.”. Gene. 76 (1): 1—9. PMID 2568315. doi:10.1016/0378-1119(89)90002-4.
- Pawlak A; Wu SJ; Bulle F;  . (1989). „Different gamma-glutamyl transpeptidase mRNAs are expressed in human liver and kidney.”. Biochem. Biophys. Res. Commun. 164 (2): 912—8. PMID 2573352. doi:10.1016/0006-291X(89)91545-3.
- Laperche Y; Bulle F; Aissani T;  . (1986). „Molecular cloning and nucleotide sequence of rat kidney gamma-glutamyl transpeptidase cDNA.”. Proc. Natl. Acad. Sci. U.S.A. 83 (4): 937—41. PMC 322985 . PMID 2869484. doi:10.1073/pnas.83.4.937.
- Bulle F; Mattei MG; Siegrist S;  . (1987). „Assignment of the human gamma-glutamyl transferase gene to the long arm of chromosome 22.”. Hum. Genet. 76 (3): 283—6. PMID 2885259. doi:10.1007/BF00283624.
- Tate SS, Khadse V, Wellner D (1988). „Renal gamma-glutamyl transpeptidases: structural and immunological studies.”. Arch. Biochem. Biophys. 262 (2): 397—408. PMID 2896486. doi:10.1016/0003-9861(88)90390-6.
- Tate SS, Galbraith RA (1988). „In vitro translation and processing of human hepatoma cell (Hep G2) gamma-glutamyl transpeptidase.”. Biochem. Biophys. Res. Commun. 154 (3): 1167—73. PMID 2900635. doi:10.1016/0006-291X(88)90263-X.
- Rajpert-De Meyts E, Heisterkamp N, Groffen J (1988). „Cloning and nucleotide sequence of human gamma-glutamyl transpeptidase.”. Proc. Natl. Acad. Sci. U.S.A. 85 (23): 8840—4. PMC 282602 . PMID 2904146. doi:10.1073/pnas.85.23.8840.
- Sakamuro D; Yamazoe M; Matsuda Y;  . (1989). „The primary structure of human gamma-glutamyl transpeptidase.”. Gene. 73 (1): 1—9. PMID 2907498. doi:10.1016/0378-1119(88)90307-1.
- Ikeda Y; Fujii J; Anderson ME;  . (1995). „Involvement of Ser-451 and Ser-452 in the catalysis of human gamma-glutamyl transpeptidase.”. J. Biol. Chem. 270 (38): 22223—8. PMID 7673200. doi:10.1074/jbc.270.38.22223.
- Wetmore LA, Gerard C, Drazen JM (1993). „Human lung expresses unique gamma-glutamyl transpeptidase transcripts.”. Proc. Natl. Acad. Sci. U.S.A. 90 (16): 7461—5. PMC 47161 . PMID 7689219. doi:10.1073/pnas.90.16.7461.
- Ikeda Y, Fujii J, Taniguchi N, Meister A (1995). „Human gamma-glutamyl transpeptidase mutants involving conserved aspartate residues and the unique cysteine residue of the light subunit.”. J. Biol. Chem. 270 (21): 12471—5. PMID 7759490. doi:10.1074/jbc.270.21.12471.
- Courtay C, Heisterkamp N, Siest G, Groffen J (1994). „Expression of multiple gamma-glutamyltransferase genes in man.”. Biochem. J. 297 (Pt 3): 503—8. PMC 1137862 . PMID 7906515.
- Ikeda Y, Fujii J, Taniguchi N (1993). „Significance of Arg-107 and Glu-108 in the catalytic mechanism of human gamma-glutamyl transpeptidase. Identification by site-directed mutagenesis.”. J. Biol. Chem. 268 (6): 3980—5. PMID 8095045.

## Spoljašnje veze
- GGT1 +protein,+human на 